# آب‌انبار نه حصار
آب‌انبار نه حصار مربوط به دوره قاجار است و در شهرستان گرمسار، بخش مرکزی، دهستان حومه، کنار جاده روستای نوحصار واقع شده و این اثر در تاریخ ۲۷ آبان ۱۳۸۶ با شمارهٔ ثبت ۲۰۲۴۴ به‌عنوان یکی از آثار ملی ایران به ثبت رسیده‌است.